# Чемпионат мира по шоссейным велогонкам 1985
Чемпионат мира по шоссейным велогонкам 1985 года проходил в районе Джавера-дель-Монтелло (Италия).

## Призёры
| Велогонка     | Золото                                                                      | Золото   | Серебро                                                       | Серебро | Бронза                                                                         | Бронза |
| ------------- | --------------------------------------------------------------------------- | -------- | ------------------------------------------------------------- | ------- | ------------------------------------------------------------------------------ | ------ |
| Мужчины       |                                                                             |          |                                                               |         |                                                                                |        |
| Профессионалы | Йоп Зутемелк · Нидерланды                                                   | 6ч26’38" | Грег Лемонд · США                                             |         | Морено Арджентин · Италия                                                      |        |
| Любители      | Лех Пясецкий · Польша                                                       |          | Джонни Вельц · Дания                                          |         | Франк Ван Де Вейвер · Бельгия                                                  |        |
| Команды       | СССР · Василий Жданов · Виктор Климов · Игорь Сумников · Александр Зиновьев |          | Чехословакия Владимир Хруза Милан Юрчо Михал Класа Милан Крен |         | Италия · Марчелло Барталини · Массимо Поденцана · Эрос Поли · Клаудио Ванделли |        |
| Женщины       |                                                                             |          |                                                               |         |                                                                                |        |
|               | Жанни Лонго · Франция                                                       |          | Мария Канинс · Италия                                         |         | Сандра Шумахер ФРГ                                                             |        |